# RAF Hornchurch
La RAF Hornchurch (Royal Air Force Station Hornchurch) était une base de la Royal Air Force (RAF) située à Hornchurch, en Essex, et désormais intégré au borough londonien de Havering.
L'aérodrome était connu sous le nom de Sutton's Farm pendant la Première Guerre mondiale car il occupait une partie de la ferme du même nom. Il était utilisé pour la protection de Londres. Bien que l'aérodrome ait été fermé peu après la fin de la guerre, le terrain a été réquisitionné en 1923 en raison de l'agrandissement de la Royal Air Force. Ainsi, lors de la Seconde Guerre mondiale, il sert à couvrir à la fois Londres et le corridor de la Tamise contre les attaques aériennes allemandes.
Installation clé de l'armée de l'air entre les deux guerres et dans l'ère des avions à réaction, elle a été fermée en 1962.